# Manhão

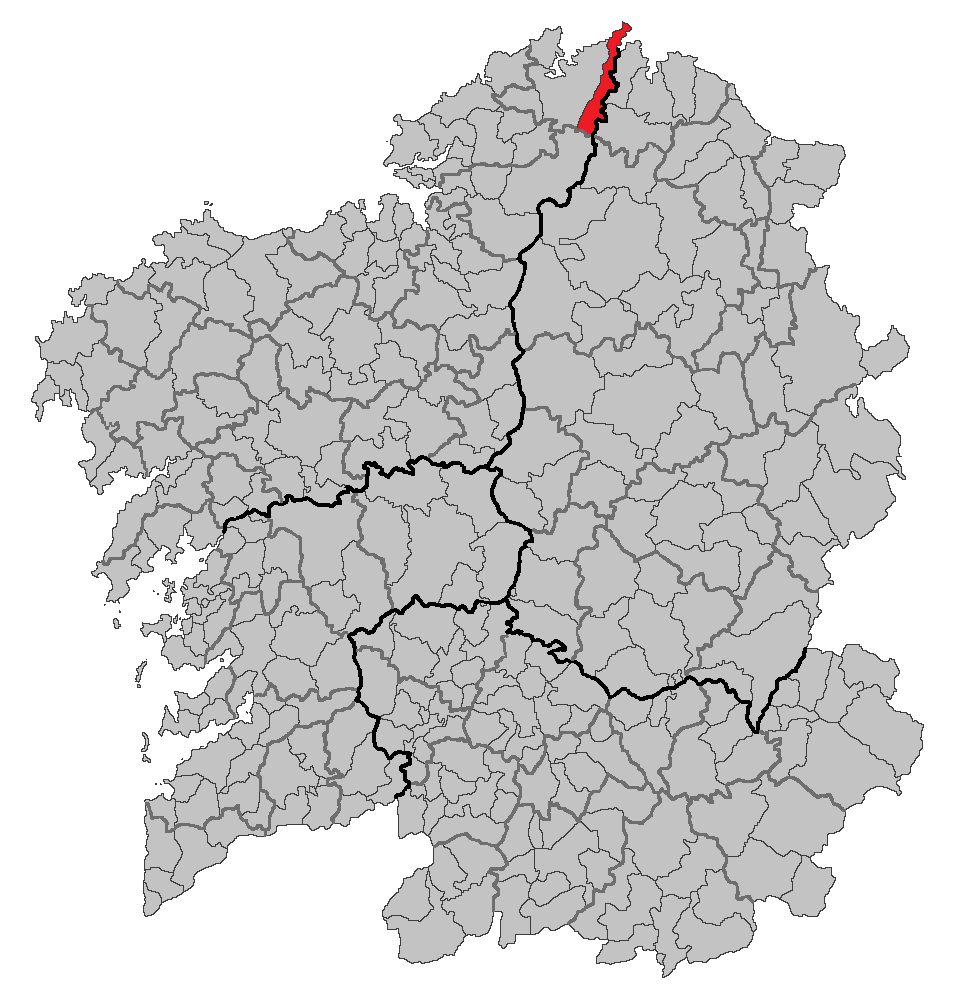
Localização de Manhão

Manhão (Mañón), também chamado Maañón, é um município da Espanha na província da Corunha, comunidade autónoma da Galiza, de área 82,1 km² com população de 1 693 habitantes (2024) e densidade populacional de 22,17 hab/km².

## Lugares de Manhão
Consta das seguintes paróquias:
- Bares, onde se encontram os vestígios de um molhe supostamente pré-romano.
- As Grañas do Sor
- Mañón
- Mogor, onde está a localidade de O Barqueiro, capitalidade do concelho
- As Ribeiras do Sor (San Cristovo)

## Geografia
O município finaliza em o cabo Estaca de Bares.
O município  forma uma estreita e longa faixa de terra que ajunta montanha, rio e mar. O rio Sor discorre, com múltiplos meandros, por estas rugosas terras de Sul a Norte, em paralelo às Serra da Faladoira e à Serra da Coriscada, e rematando no estuário da ria do Barqueiro, marcando a margem direita do concelho.
O clima é oceânico, com suaves invernos e frescos verões. Ainda tendo abundantes chuvas, devido ao seu releve, criam-se microclimas. Tudo isto fez da Estaca de Bares ser declarada 'área natural de interesse nacional'.

## História
Existem vestígios pré-históricos, tais como as mamoas, ao longo da Serra da Faladoira e na Estaca de Bares, onde se encontra também um molhe, possivelmente fenício. Há também uma necrópole romana na Ponte do Porto.

## Demografia
| Variação demográfica do município entre 1991 e 2024 | Variação demográfica do município entre 1991 e 2024 | Variação demográfica do município entre 1991 e 2024 | Variação demográfica do município entre 1991 e 2024 |
| --------------------------------------------------- | --------------------------------------------------- | --------------------------------------------------- | --------------------------------------------------- |
| 1991                                                | 1996                                                | 2001                                                | 2024                                                |
| 2242                                                | 2072                                                | 1870                                                | 1223                                                |

## Personalidades
- Federico Maciñeira e Pardo de Lama, historiador e arqueólogo (1870 - 1943).
- Lino Novás Calvo, escritor (As Grañas do Sor, 1903 - Nova Iorque, 1983)
- Hixinio Puentes Novo, escritor e historiador.